# ماريا كاراسكو
ماريا كاراسكو (بالإسبانية: María Carrasco)‏ هي مغنية إسبانية، ولدت في 15 يوليو 1995 في Torrecera ‏ في إسبانيا.

## وصلات خارجية
- ماريا كاراسكو على موقع أول ميوزيك (الإنجليزية)
- ماريا كاراسكو على موقع ديسكوغز (الإنجليزية)

- الموقع الرسمي